# Casper Ankergren
Casper Ankergren (Køge, 9 november 1979) is een Deens voormalig profvoetballer die als doelman speelde.
Ankergren begon bij Køge BK en speelde van 2001 tot in 2007 voor Brøndby IF. Met Brøndby won hij in 2002 en 2005 de Superligaen en in 2003 en 2005 de Deense voetbalbeker. In januari 2007 werd hij verhuurd aan het Engelse Leeds United en bij die club tekende hij in de zomer van 2007 een driejarig contract. Sinds 2010 speelt Ankergren voor Brighton & Hove Albion waarmee hij in 2011 de Football League One won en in 2017 naar de Premier League promoveerde. Hierna beëindigde hij zijn loopbaan en werd keeperstrainer bij de club. Ankergren was Deens jeugdinternational.